# Theronia atalantae
Theronia atalantae är en stekelart som först beskrevs av Nikolaus Poda von Neuhaus 1761.  Theronia atalantae ingår i släktet Theronia och familjen brokparasitsteklar. Enligt den finländska rödlistan är arten nationellt utdöd i Finland. Arten är reproducerande i Sverige. Artens livsmiljö är skogar.

## Underarter
Arten delas in i följande underarter:
- T. a. fulvescens
- T. a. gestator
- T. a. himalayensis